# Jann Sørdahl
Jann Sørdahl (17 ottobre 1920 – 18 settembre 1996) è stato un calciatore norvegese, di ruolo attaccante.

## Carriera

### Club
Sørdahl vestì la maglia del Freidig.

### Nazionale
Disputò 5 partite per la Norvegia, con altrettante marcature. Esordì il 12 giugno 1948, segnando una doppietta nella vittoria per 1-2 sulla Danimarca.